# Jernade Meade
Jernade Meade (* 25. října 1992, Luton, Spojené království) je anglický fotbalista, který v současnosti hraje za Arsenal FC.